# M.elle le "Gladiator"
M.elle le "Gladiator" è il quinto album di Franco Battiato, pubblicato dalla casa discografica Bla Bla nell'ottobre 1975. È l'album che conclude il primo periodo sperimentale dell'artista ripostese: in esso appare per l'ultima volta il sintetizzatore EMS VCS3 che aveva caratterizzato il suo lavoro impostato sull'elettronica; con esso termina anche il sodalizio con la stessa Bla Bla, assorbita dalla Dischi Ricordi nell'anno successivo a causa di problemi finanziari.

## Descrizione
Composto da soli tre pezzi, il disco si inserisce pienamente nel solco della musica sperimentale alla quale l'artista si è dedicato dal '72 al '78 e che rappresenta una costante anche nelle sue produzioni successive. 
Curiosamente, a differenza delle precedenti produzioni sperimentali di Battiato, l'album è l'unico ad essere stato ristampato singolarmente in vinile nella serie Orizzonte, rendendolo di più facile reperibilità rispetto ai primi quattro album incisi per la casa discografica di Pino Massara.
Il disco è stato ristampato per la prima volta in Compact disc negli anni '90, insieme all'intero catalogo sperimentale, prima dalla Artis Records e in seguito nel box set Battiato sperimentale 72-78 del 1998 dalla BMG Ricordi. Nel 2018 è stato ulteriormente ristampato dalla Sony Music sia in CD che in vinile.
La prima traccia, Goûtez et comparez, è un connubio di musique concrète e soundscape tipico del Battiato di metà anni '70 (ricordiamo tra l'altro la sua presenza, nello stesso anno, in Non gettate alcun oggetto dai finestrini di Eugenio Finardi, sotto il nom de plume di Franc Jonia o le sue sperimentazioni vocali con il VCS3 al festival del proletariato giovanile del 1975 al Parco Lambro), e rappresenta forse l'apice del collage musicale che Battiato era solito usare in quel periodo; nella traccia, infatti, sono presenti varie registrazioni di voci e suoni presi in vari ambienti, nonché la stessa voce di Battiato e amici; il brano quindi riflette un mondo caotico e disordinato nel quale voci e suoni indefiniti si alternano su basi elettroniche e visionarie, fino agli ultimi tre minuti di organo e vocalizzi sperimentali.
I due brani seguenti, Canto fermo (elegia strumentale dedicata a Riccardo Mondadori, come riportato dai crediti dell'album: «A lui la vita non è stata tolta, ma solo trasformata») e la lunga e frammentata Orient effects, invece, rappresentano degli estratti delle registrazioni che Battiato tenne in una sola giornata con l'organo della cattedrale di Monreale, il cui uso è portato alle estreme conseguenze. 
Il fronte della copertina rappresenta un samurai in acquarello che medita di fronte alla sua spada, mentre sul retro vi è una foto realizzata dal fotografo Roberto Masotti raffigurante il musicista ripostese intento a suonare il suo sintetizzatore; il titolo, graficamente stilizzato, e il nome dell'autore in carattere Gill Sans, appaiono insieme sia sul fronte che sul retro. Inoltre è la prima copertina dove Francesco Messina, amico e collaboratore di Franco, è art director delle grafiche, seppure abbia compiuto solo alcune modifiche al lavoro finale.

## Tracce
Tesi e musiche di Franco Battiato.
Lato A
1. Goûtez et comparez (strumentale) – 13:38

Lato B
1. Canto fermo (strumentale) – 5:53
2. Orient effects (strumentale) – 12:01

## Crediti
Il personale musicale in senso stretto (quindi escludendo i primi otto minuti di Goûtez et comparez, realizzato con la tecnica del collage musicale tipica della Musica concreta ai nastri) consistono nel solo Franco Battiato al sintetizzatore VCS3 (1), l'organo della cattedrale di Monreale (gli ultimi tre minuti della prima traccia, 2, 3) e nella voce strumentale (1).
- Pino Massara: produzione
- Missaggio effettuato allo studio Regson, Milano
- Paolo Bocchi: tecnico del suono
- Francesco Messina: art director
- Roberto Masotti: fotografia
- Fiorella Gentile, Paolo Castaldi, Peppo Delconte, A.Antonucci Ferrara, Al Aprile, Flavia Gori: collaboratori

Inoltre, Battiato ringrazia gli amici: Turi e Sarita Less, F.lli Costanzo, Irene e Paolo, Rito, Pennisi, Pippu Li Pera, Emanuela e Claudio Rocchi, Lino "Capra Vaccina", Gianfranco D'Adda e Juri Camisasca.